# Barbara Berta
Pour les articles homonymes, voir Berta.
Barbara Berta (née le 29 décembre 1963 à Bellinzone) est une chanteuse suisse.

## Biographie
Elle est sélectionnée par la RTSI pour représenter la Suisse au Concours Eurovision de la chanson 1997. La chanson Dentro di me qu'elle a écrite et composée obtient 5 points et se classe vingt-deuxième sur vingt-cinq participants. Après une longue pause durant laquelle elle donne naissance à une fille, elle revient en 2008 avec un album Chi sei?, des chansons dont elle est l'auteure et la compositrice. Elle tente de nouveau d'être la représentante suisse au Concours Eurovision de la chanson 2014.

## Discographie
Albums
- Dentro di me (1997)
- Chi sei? (2008)

Singles
- Dentro di me / D. D. no / Arrivederci A (1997)
- Non lo farò (2008)
- L’assenza (2011)